# Octokepos khasianus
Octokepos khasianus là một loài rêu trong họ Aytoniaceae. Loài này được Griff. mô tả khoa học đầu tiên năm 1849.